# 東京風雲
《東京風雲》（英語：Tokyo Vice），是一部日美合拍的犯罪電視劇，改編自居日美籍記者傑克·阿德爾斯坦的2009年同名回憶錄，由J·T·羅傑斯主創，美國的華納媒體和日本的WOWOW共同開發，安塞爾·埃爾格特、渡邊謙、瑞秋·凱勒、伊藤英明、笠松將、山下智久、菊地凜子、艾拉·朗夫和萩原聖人主演。
該劇於2022年4月7日在HBO Max首播，整體評價不俗，唯獨主演埃爾格特的演出表現遭到批評。2022年6月，HBO續訂第二季。第二季於2024年2月8日在HBO Max和HBO GO上架。

## 劇情背景
故事設定在1999年，在東京讀書的美國人傑克·阿德爾斯坦畢業後獲全日本規模最大的報社聘請，成為該報社的首位外籍記者。他起初充滿熱誠地以報導真相為目標，但在首次調查中便處處碰釘。雖然他後來開始熟悉日本的社會環境，並認識了為他提供情報和教導他在地下世界生存之道的掃黑組組長片桐宏人，但他也意識到日本在極道的控制下是多麼黑暗和危險，亦目睹了官警和傳媒的不作為，真正體會到「沒有命案在東京發生」的意思。

## 演員

### 主演
- 安塞爾·埃爾格特 飾演 傑克·阿德爾斯坦：在日讀書的美國人，畢業後加入「明調新聞」成為罪案記者，因看不慣日本黑道的犯罪行為和警方和傳媒的不作為而打算深入調查和改變現象[4]。
- 渡邊謙 飾演 片桐宏人（Hiroto Katagiri）：掃黑組組長，傑克的線人和人生導師，教導他在日本地下世界的生存之道[4]。
- 瑞秋·凱勒（英语：Rachel Keller (actress)） 飾演 莎曼珊·波特（Samantha Porter）：來自美國的「瑪瑙俱樂部」女公關，前摩門教傳教士，後從教會偷錢並來到東京計劃創業[4]。
- 伊藤英明 飾演 宮本仁（Jin Miyamoto）：刑偵探，初時為傑克的線人，後揭示為戶澤組安插在警方的內鬼[4]。
- 笠松將 飾演 佐藤彰朗（Sato）：原為千原會的底層混混，負責收取保護費，後在一次襲擊中保護石田有功而成為幹部，並與一直暗戀的莎曼珊成為情侶[4]。
- 山下智久 飾演 明羅（Akira）：牛郎，波蓮娜的男友，與戶澤組的高利貸勾結[5]。
- 菊地凜子 飾演 丸山詠美（Emi Maruyama）：「明調新聞」女副主編，曾經充滿熱情但受日本的社會環境和歧視女性的職場文化逼迫而對記者工作變得麻木[4]。
- 艾拉·朗夫 飾演 波蓮娜（Polina）：莎曼珊的好友，來自東歐的「瑪瑙俱樂部」女公關，為人友善但不擅交際，因此業績並不理想[4]。
- 萩原聖人 飾演 杜克（Duke）：「瑪瑙俱樂部」的老闆[5]。
- 水石亞飛夢 飾演 佐藤海斗（Sato Kaito）：佐藤彰朗的弟弟，第二季將被牽涉入事件中。

### 常設
- 豐原功補 飾演 莫（Baku）：死板守舊的「明調新聞」主編，種族歧視傑克[5]。
- 菟田高城 飾演 栗平（Kurihira）：綽號「Trendy」，傑克的記者同事和朋友[6]。
- 田中光輔 飾演 篠原（Shinohara）：綽號「丁丁」，傑克的記者同事和朋友[6]。
- 菅田俊 飾演 石田仁志（Hitoshi Ishida）：紮根東京、勢力龐大的黑幫組織千原會的會長，後與傑克建立合作關係[6]。
- 野村祐人 飾演 小林（Kobayashi）：千原會幹部，石田的左右手[7]。
- 植原好史 飾演 太郎（Taro）：石田的近身保鑣[7]。
- 羽田昌義 飾演 久米義弘（Yoshihiro Kume）：愛護部下的千原會幹部，久米組組長，佐藤的老大，後被揭發為戶澤組的內鬼[7]。
- 中井乃繪美 飾演 露娜（Luna）：「瑪瑙俱樂部」最受歡迎的女公關[7]。
- 谷田步 飾演 戶澤信三（Shinzo Tozawa）：與千原會敵對的關西暴力團幹部，戶澤組組長，試圖在千原會的根據地東京闖出名堂[6]。
- 田邊和也 飾演 矢吹（Yabuki）：戶澤組二把手，戶澤的親信[7]。
- 山田純太 飾演 松尾（Matsuo）：莎曼珊的客人，文質彬彬的私家偵探，在得悉莎曼珊的過去後以此勒索她[7]。
- 板谷由夏 飾演 片桐的妻子[8]
- 薩拉·索耶（Sarah Sawyer） 飾演 傑西卡·阿德爾斯坦（Jessica Adelstein）：傑克的妹妹，患有精神病，會與傑克以書信來往[7]。
- 潔西卡·何屈（英语：Jessica Hecht） 飾演 傑克的母親[7]
- 佐藤祐基 飾演 東（Azuma）：千原會幹部。
- 袴田吉彦 飾演 神山（Kamiyama）：千原會幹部。
- 木村文哉 飾演 耕司（Koji）：千原會成員，佐藤的首名部下。
- 川上奈奈實 飾演 由香（Yuka）：曾分別與佐藤和傑克交往的妓女[9]。
- 伊藤步 飾演 美咲（Misaki）：戶澤的情婦[10]。
- 曾我部洋士 飾演 杉田岳司（Takeshi Sugita）：鈴野銀行行長，與戶澤組勾結。
- 小林元樹 飾演 鵜飼遙希（Ukai Haruki）：專欄作家，多次在雜誌撰文褒揚戶澤信三[7]。
- 渡邊裕之 飾演 大原（Ohara）：刑事課長，在傑克失去情報管道後與他合作。
- 勝矢 飾演 和田警部（Captain Wada）：警察廳廣報官[11]。
- 渡邊真起子 飾演 戶澤的妻子[8]
- 石橋蓮司 飾演 中原（Nakahara）：與千原會敵對的關西暴力團會長，戶澤的老大，暗中支持他與千原會對抗。

## 集數
| 集數 | 標題                     | 譯名     | 導演                       | 編劇                 | 上線日期      |
| --- | ------------------------ | -------- | -------------------------- | -------------------- | ------------- |
| 1 | The Test                 | 新聞記者 | 麥可·曼恩                  | J·T·羅傑斯           | 2022年4月7日  |
| 一名極道高層（後揭示為矢吹）恐嚇記者傑克和警探片桐停止調查戶澤信三，傑克回應指他會鄭重考慮。時間回到兩年前，在1999年，從密歇根大學轉學至上智大學攻讀日本文學的大學畢業生傑克·阿德爾斯坦到日本最大報社「明調新聞」應徵，受到面試官賞識，獲聘為他一直想當的罪案記者，並被分派到副主編丸山詠美的小組。他的首項工作是要調查一宗命案，期間認識了刑偵探宮本仁。雖然警方廣報官堅稱該案是無可疑的自殺，但傑克卻查到死者曾向高利貸借款，而高利貸在他死後意外地沒有再騷擾他的家人追債，引起了傑克的懷疑。然而，當他打算如實報導時，卻遭到主編莫的訓斥，要他跟從警方的說辭。不甘的傑克當夜找上宮本，並以教導他泡洋妞為條件向他索取情報。他們在歌舞伎町的「瑪瑙俱樂部」消遣，並認識了來自美國的女公關莎曼珊。期間宮本接報有命案發生，於是他讓傑克跟著自己到案發現場，以取得第一手資訊。傑克在死者的家中發現了印有牽涉前一宗命案的高利貸公司標誌的信封，並第一次見到資深的掃黑組組長片桐宏人。                                                                                                |                          |          |                            |                      |               |
| 2 | Kishi Kaisei             | 起死回生 | 約瑟夫·庫博塔·烏拉迪卡（Josef Kubota Wladyka） | 卡爾·塔羅·格林菲爾德 | 2022年4月7日  |
| 傑克將他的發現告訴丸山，但丸山認為證據不足，拒絕接納，因此傑克繼續前往調查。東京最大黑幫組織千原會的一名小混混佐藤到「瑪瑙俱樂部」徵收保護費，期間與他一直暗戀的莎曼珊攀談。莎曼珊亦向因業績不達標而憂心的同事波蓮娜透露自己當女公關是為了籌集創業基金，並會在儲夠錢後自立門戶，屆時會邀請她在內的外籍女公關跳槽。千原會發現一個與千原會敵對的關西暴力團分支、由戶澤信三領導的戶澤組正在東京擴展勢力，但會長石田仁志拒絕與他們開戰，認為高調的戶澤容易引起警方注意。傑克潛入一個黑幫聚會，目睹雙方爭執，但片桐隨即到場並穩定局勢。傑克打算拍下照片，但因意外發出聲響而被發現，照片亦被片桐沒收。不過，傑克把握機會與片桐交談，並打算從他入手取得關於日本地下社會的情報。 |                          |          |                            |                      |               |
| 3 | Read The Air             | 精神一到 | 約瑟夫·庫博塔·烏拉迪卡     | 亞瑟·菲利普斯        | 2022年4月7日  |
| 片桐對傑克這位充滿熱誠和善於把握機會的外籍記者頗為賞識，於是邀請他到家中作客，並向他闡述近年戶澤組崛起一事。片桐亦邀請傑克參與一次圍捕戶澤組幹部的行動，讓他在第一時間作獨家報導。該報導出版後同事均對傑克刮目相看，傑克也嘗試從莎曼珊身上套取更多關於極道的信息。隨後，傑克與片桐會面，告訴他自己調查到關於高利貸公司的資訊，片桐同意他的理論，但傑克坦言他不知道應該如何調查。片桐遂勸他不要在死人身上糾纏，反而應該從生者入手，並將一宗命案死者家屬打算控告高利貸公司的相關文件複印給傑克。傑克終於查到高利貸公司的註冊編號，但他隨即遭到千原會綁架。 |                          |          |                            |                      |               |
| 4 | I Want It That Way       | 虎穴虎子 | 宮崎光代                   | 飯塚直美             | 2022年4月14日 |
| 傑克被帶到千原會會長石田面前，石田坦言自己沒有惡意，只是希望傑克查出一直散播謠言指自己和警方私下勾結的內鬼。傑克回到報社，丸山指她查到另一宗性質類似的自殺案，並讓傑克與自己一同前往調查，但最終沒有任何收穫。佐藤開始厭倦極道生活，並找上傑克一同喝酒尋歡。然而，他們在餐廳遇上戶澤，佐藤叫傑克裝作沒看到，但傑克卻上前主動與戶澤搭話，並向他遞上卡片。雖然戶澤並沒有接，但傑克的膽識令他頗為欣賞。莎曼珊已經開始物色適合的鋪位，準備創業，但一個名叫松尾的熟客卻找上她，揭示她曾為摩門教傳教士，後來從教會偷錢並來到東京的經歷，並以此要脅莎曼珊與他發生關係，否則將會報警。禍不單行，一名女公關亦將莎曼珊打算自立門戶一事告訴「瑪瑙俱樂部」的老闆杜克。 |                          |          |                            |                      |               |
| 5 | Everybody Pays           | 因果応報 | 宮崎光代                   | 亞當·斯坦            | 2022年4月14日 |
| 莎曼珊向波蓮娜坦白自己的過去。片桐將內鬼的身份告訴傑克，但警告他切勿要求石田給予回報。傑克聽從片桐所言，拒絕要取回報，令石田頗為驚訝。石田遂告訴傑克不要執著高利貸案的死者，反而應去查一下曾經拒絕借高利貸的人。傑克經過一番搜查，最終查到幕後黑手為鈴野銀行行長杉田，而杉田背後的指使者、高利貸公司的老闆正是戶澤。傑克本打算要求杉田指證戶澤，但杉田當夜便自殺身亡。同時，杜克向千原會幹部、佐藤的老大久米舉報莎曼珊，久米不相信與她關係親近的佐藤對此不知情，二人爭執期間石田卻要求召見久米，並揭示原來久米就是內鬼，因認為石田過於保守，無力保護幫會兄弟而打算挑起爭端，先下手剷除戶澤組。石田要求佐藤處決久米，但佐藤下不了手，久米也不想為難佐藤，於是主動跳樓自盡。片桐找上戶澤組二把手矢吹，告知他久米從中作梗一事，並警告他切勿挑起紛爭。然而他和戶澤均認為片桐只是紙老虎，更加應該趁千原會內部不穩乘虛而入。佐藤本想與莎曼珊對質，但最終二人卻發現其實他們互相愛著對方，並發生關係。佐藤隨即回到千原會總部，卻發現戶澤組已派遣殺手大開殺戒，他遂與殺手奮戰，救下石田。 |                          |          |                            |                      |               |
| 6 | The Information Business | 徒勞無功 | 約瑟夫·庫博塔·烏拉迪卡     | 潔西卡·布里克曼（Jessica Brickman）  | 2022年4月21日 |
| 傑克發現一個名叫鵜飼遙希的專欄作家經常在雜誌撰寫褒揚戶澤的文章，並打算從戶澤的情婦美咲入手調查。戶澤襲擊千原會一事引起各個極道幫會的不滿，令戶澤的老大中原要特地前來向眾老大賠罪，並要戶澤下跪叩頭。莎曼珊本打算給松尾一筆錢，讓他不要再騷擾自己，但他一口拒絕，要她繼續與自己發生關係，並揭示是莎曼珊的父親派他來追查她。佐藤因保護石田有功而被提拔為幹部，並告訴傑克他收到戶澤將會有一批冰毒透過空運走私入境的消息。傑克將消息告訴片桐，但片桐認為事有蹺蹊，因此拒絕派人截查。然而，急功近利的傑克轉向宮本求助，宮本遂帶隊攔截貨機和搜查倉庫，但卻一無所獲。片桐對不信任自己的傑克非常失望，而傑克隨後更在丸山的要求下將搜查行動的報導描述成警隊失職，破壞了警方的形象，因此沒有任何警方線人願意再跟傑克來往。佐藤為了莎曼珊而恐嚇松尾，但松尾揭示他背後的撐腰者比佐藤更強，佐藤一氣之下將松尾殺死。最後，宮本與戶澤密會，揭示他其實是戶澤組安插在警方的內鬼，先前正是他提前通知戶澤清理走私現場才避過一劫，他亦告知戶澤向警方舉報戶澤組販毒的就是傑克。                       |                          |          |                            |                      |               |
| 7 | Sometimes They Disappear | 不義不德 | 約瑟夫·庫博塔·烏拉迪卡     | 布拉德·加勒·凱恩     | 2022年4月21日 |
| 警方發現一名貨運機場技工的屍體，令片桐開始懷疑宮本是戶澤組的內鬼。莎曼珊發現波蓮娜失蹤多天，期間找上她的牛郎男友明羅，明羅擺出一副愛理不理的樣子，僅告訴她可能波蓮娜因欠債而被黑幫捉到吉野。於是莎曼珊要求佐藤利用黑道關係尋找波蓮娜，佐藤一度嘗試，但發現捉走波蓮娜的是戶澤組的人，自己不好出手。莎曼珊卻認為佐藤沒有儘量幫助他，只顧自己在黑幫的地位而不關心她，而佐藤則告訴她在日本「人們有時候會消失」是很正常的事，二人最終不歡而散。戶澤在他的生日派對上突然身體不適，摔倒在地，口中呼喚著美咲。美咲當時正在和傑克喝酒交談，在戶澤出事後，戶澤的手下趕忙來接美咲到醫院與戶澤見面。片桐向宮本訛稱作為證據的閉路電視錄影帶在證物室，於是宮本當夜潛入證物室打算毀滅證據，卻發現房間空無一物，抬頭看到閉路電視後明白自己的內鬼身份而被片桐識穿。最後，莎曼珊找上傑克，希望他能幫忙尋找波蓮娜。 |                          |          |                            |                      |               |
| 8 | Yoshino                  | 劍鋒     | 阿蘭·普爾                  | J·T·羅傑斯           | 2022年4月28日 |
| 宮本向片桐承認自己的內鬼身份，而片桐答應給他一次機會，只要他將錯誤情報傳達給戶澤組，他便不會舉報宮本。宮本遂告訴戶澤片桐並沒有掌握任何證據，並告訴片桐有一批毒品即將會被走私到東京。傑克和莎曼珊假裝成鵜飼的粉絲，並向他套取關於吉野的情報，得知吉野是一艘由戶澤組控制、專門為達官貴人提供性服務的船隻。明羅隨後告訴莎曼珊，指波蓮娜的債主索要一千萬日圓的贖身費，莎曼珊將自己的所有積蓄交給明羅，但隨即揭示原來明羅跟波蓮娜的債主是一夥的，他帶著莎曼珊的錢離開，沒有按約定釋放波蓮娜。傑克被戶澤組的打手襲擊和警告。莎曼珊找上千原會旗下的高利貸借錢，讓她繼續開辦俱樂部。佐藤親自處理她的貸款申請，但隨後遭到戶澤組指使的鵜飼捅成重傷。片桐在宮本提供的走私毒品上岸點等候多時，卻毫無動靜。他便走到附近貨倉查看，發現戶澤在裡面等候著他。戶澤告訴片桐他已經處理掉宮本，並以片桐家人的性命要脅他不要妨礙自己的計劃。最後，傑克收到一卷拍下波蓮娜被吉野客人殺死的錄影帶，而他將錄影帶交給已將家人送到國外的片桐。                                                               |                          |          |                            |                      |               |

## 製作

### 開發

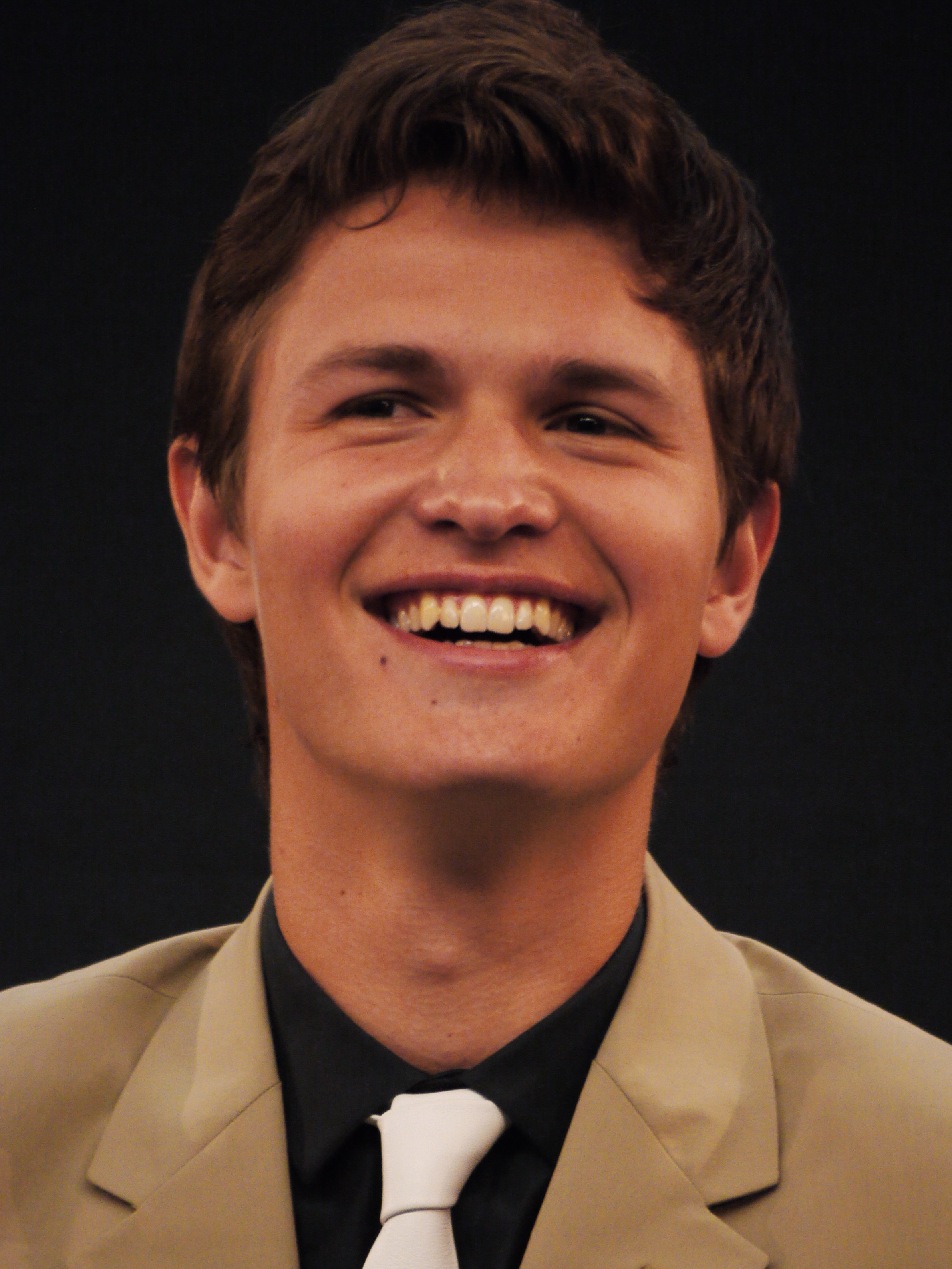
飾演男主角傑克·阿德爾斯坦的安塞爾·埃爾格特

《東京風雲》最早於2013年計劃被改編成電影，原定由丹尼尔·拉德克利夫主演，安東尼·曼德勒執導，並在2014年中完成前期製作，但一直未定檔開拍。2019年6月，華納媒體確認會將回憶錄改編成一部八集電視劇集，並將會在HBO Max首播。安塞爾·埃爾格特將會出任執行製作人，J·T·羅傑斯和德斯汀·丹尼爾·克雷頓分別擔任編劇和導演。2019年10月，麥可·曼恩宣佈將會執導試播集和出任執行製作人。同年，該劇確認會由華納媒體、奮進公司和日本的WOWOW共同開發。2021年9月，約翰·萊舍、阿蘭·普爾、艾蜜莉·格森·賽恩斯和WOWOW的鷲尾賀代宣佈將會擔任執行製作人。
該劇是改編自居日美籍記者傑克·阿德爾斯坦於2009年撰寫的回憶錄《東京罪惡：一個美籍記者的日本警方採訪實錄》，內容主要講述阿德爾斯坦在任職記者期間透過警方線人的情報了解和揭發東京極道的犯罪行為和警方的貪腐情況。該劇第一季的主要故事線是改編自回憶錄中有關前山口組幹部後藤忠政為了到美國進行換肝手術而成為聯邦調查局線人的經歷，劇中的戶澤信三一角正是對應後藤忠政，跟傑克亦師亦友的刑警片桐宏人則是對應現實中的刑偵探關口千昭；而劇中波蓮娜的謀殺案則約略參考了書中提到的露西·布萊克曼謀殺案。劇集主創人J·T·羅傑斯與阿德爾斯坦是高中同學，因此當約翰·萊舍取得該回憶錄的改編權後便邀請羅傑斯參與製作。羅傑斯和導演阿蘭·普爾指創作團隊希望透過該劇併除西方人對日本極道的刻板印象，因此他們創作了佐藤等有別於其他西方作品中描繪的日本極道成員，避免西方觀眾認為所有日本黑幫幫眾都是一式一樣的硬漢，以及展示他們在日常生活中真實面對的難處，證明極道生活並沒有虛構作品中表現得那麼光鮮亮麗。羅傑斯坦言他並不希望《東京風雲》只是一部普通的驚慄犯罪作品，因此他將劇本中心放在角色身上，希望讓觀眾代入角色和認識日本的社會文化，切身體會和了解在上個世紀的日本普通的混混和警察是如何過活，同時他刻意讓大部份故事線都是環繞著日本角色，避免西方觀眾在觀看時過份抽離。創作團隊在拍攝前訪問了一些日本的記者和前極道成員，並多次強調該劇在製作上儘量還原日本的真實面貌，例如劇組特地聘請當地的紋身師和前極道成員為顧問，設計出劇中揉合日本和極道文化傳統的戶澤組標誌和紋身；劇組又堅持到東京取景，而非像其他荷里活影視作品經常以攝影廠或温哥華取代到亞洲城市實景拍攝，並以日語撰寫大部份台詞，主演安塞爾·埃爾格特亦因此特地學習日語和在日本旅居了解多地文化。羅傑斯亦讓渡邊謙和笠松將等日本演員自行調整台詞和使用更適合角色的表述方式，令劇中角色的對白更符合日本人的日常語法和習慣。
2022年6月7日，HBO Max宣佈續訂第二季。

### 選角
該劇在宣佈開拍時一併公佈安塞爾·埃爾格特將會擔任主演。2019年9月，渡邊謙宣佈參演。2020年2月，奧黛莎·楊和艾拉·朗夫加入演員陣容。菊地凜子於同月被媒體拍到出現在東京的拍攝現場，並在3月確認參演。2020年10月，楊因檔期衝突而退出劇組，並由瑞秋·凱勒取代其出演女主角。2021年9月，伊藤英明、笠松將和山下智久宣佈將會擔任主演，菅田俊、萩原聖人、谷田步和豐原功補將會出演系列常設。同月，板谷由夏、松田美由紀和渡邊真起子加入演員陣容。羅傑斯指該劇的日本演員主要由分集導演親自挑選，但他作為節目統籌亦會對選角給予意見。他坦言該劇的大部份日本演員他都不認識，但其中有很多都是當地知名的演員，因得知該劇是一部美國劇集而特地來參與試鏡，甚至不介意出演小角色，以爭取國際曝光機會。
2022年11月，武谷碧和鈴木貴之宣佈參演第二季，朴昭熙亦在2023年3月確認出演。

### 拍攝
主體拍攝於2020年3月5日在日本東京開始，但在3月17日宣佈因COVID-19疫情而需無限期暫停。拍攝工作於同年11月26日繼續進行，並在翌年6月8日殺青。導演麥可·曼恩在開鏡前特意致電時任東京都知事小池百合子，希望能讓拍攝在市中心進行，而非像大部份其他西方影視作品只在東京市郊取景。該劇主要在東寶片廠和歌舞伎町拍攝，劇組亦曾到聖橋、新宿黃金街、大倉東京酒店、愛宕神社和彩虹大橋取景。
第二季的拍攝於2022年11月在東京展開。2023年7月，劇組因受美國演員工會大罷工影響而轉至加拿大安大略省安卡斯特進行拍攝，以模擬阿德爾斯坦的家鄉美國密蘇里州哥倫比亞。同年8月，製作人艾力克斯·波登（Alex Boden）在與《綜藝》的訪問中確認該劇在罷工前已經完成主體拍攝，並進入後製階段。

## 發行
該劇於2022年4月7日在HBO Max首播，首三集於當天一併上架，其餘集數以每週兩集的頻率更新，並在4月28日播出季終集。HBO Max和姊妹公司HBO Go持有美國、拉丁美洲和部份歐洲和亞洲地區的串流播放權，當中包括台灣和香港的代理發行權，而WOWOW持有該劇在日本的發行權。其餘海外地區的發行和串流播放權則由奮進公司持有和管理。
該劇第二季於2024年2月8日上架HBO Max，仍沒有HBO Max服務的地區則上架於HBO GO。

## 評價
《東京風雲》的整體評價偏向正面，主要讚揚該劇的劇本、拍攝技巧和設定上的真實性，但主演安塞爾·埃爾格特的演出則為人詬病。該劇在爛蕃茄根據60條評論，持有85%的新鮮度，平均得分為7.6／10。該網站的普遍評價為「《東京風雲》的主角是整部劇最沒趣的元素，但關於日本地下世界的陰謀和逼真的設定讓該劇生成誘人的新黑色風格」。Metacritic則根據27則評論，給予75／100的分數，評價屬「總體好評」。
《紐約時報》的邁克·黑爾（Mike Hale）認為該劇的劇情雖與大部份日美的黑幫作品類似，但留有足夠的想像空間讓觀眾感受一部新黑色風格作品；《新音樂快遞》的拉爾夫·瓊斯（Ralph Jones）形容該劇為「生動且病態得令人著迷的犯罪劇集」，並讚揚該劇的劇情鋪排和台詞令人享受其中。《帝國雜誌》的克里斯蒂娜·紐蘭（Christina Newland）給予該劇4星評分（滿分5星），讚揚整部劇在多條故事線之間取得平衡，並維持著能令觀眾跟上的劇情節奏；《雪梨晨鋒報》的黛比·恩克（Debi Enker）亦對該劇節奏明快和目標清晰的劇本給予正面評價。《衞報》的傑克·西爾（Jack Seale）讚揚由麥可·曼恩執導的試播集，但認為後續集數未能維持劇集開首帶起的緊湊氛圍，而且劇情嘗試刻劃日本的地下秩序和犯罪行為亦因安塞爾·埃爾格特不到位的演出而顯得無力和不真實；《金融時報》的丹·艾納夫（Dan Einav）讚揚渡邊謙等配角的演出表現，但批評埃爾格特的演出空洞，亦缺乏能演繹能在極道和夜總會地方遊走的人物的魅力和威嚴。《每日電訊報》的安妮塔·辛格（Anita Singh）給予該劇3星評分（滿分5星），批評劇組在創作中過份添加西方元素，例如將日本警探塑造成類似《邁阿密風雲》中的美國警員，並以一個白人的視角來刻劃東京；《產經新聞》的彼得·塔斯克（Peter Tasker）亦認為該劇與部份設定於亞洲的西方作品一樣用上白色救世主的戲劇套路，但出色的攝影技巧和除了埃爾格特以外的演出陣容令該劇仍然值得一看。此外，全國公共廣播電台的約翰·鮑爾斯（John Powers）讚揚該劇的拍攝技巧令人陶醉於東京的迷人景色，同時亦將在以往仍被極道控制的日本逼真地還原。

## 外部連結
- 互联网电影数据库（IMDb）上《東京風雲》的资料（英文）